# Lucius Fundanius Lamia Aelianus
Lucius (Fundanius) Lamia Aelianus est un sénateur romain du début du IIe siècle, consul éponyme en 116 sous Trajan.

## Biographie
Son père est Lucius Fundanius, fils de Lucius Fundanius. Par eux, il est apparenté à Galeria Fundana, femme d'Aulus Vitellius.
Sa mère s’appelle Aelia Plautia. Ses grands-parents maternels sont Domitia Longina, qui épouse ensuite Domitien, et Lucius Aelius Plautius Lamia Aelianus, consul suffect en 80.
En l’an 116, sous Trajan, il est consul éponyme aux côtés de Sextus Carminius Vetus.
Il est proconsul en 131/132 sous Hadrien.
Son épouse est Rupilia Annia, sœur de Rupilia Faustina épouse de Marcus Annius Verus, triple consulaire. Rupilia Annia est peut-être la fille de Lucius Scribonius Libo Rupilius Frugi Bonus et de sa femme Salonia Matidia, nièce maternelle de Trajan.
Il a un fils, Lucius Plautius Lamia Silvanus, consul suffect en 145 sous Antonin le Pieux.